# 李伟 (1967年)
李伟（1967年8月—），男，汉族，辽宁沈阳人，中华人民共和国政治人物。现任中共山东省委常委、省纪委书记，省监委副主任、代理主任。曾任中共山东省纪委副书记、山东省监察委员会副主任，山东省人民政府副省长，山东省公安厅厅长。